# Rue Ferdinand-Gambon
La rue Ferdinand-Gambon est une voie du 20e arrondissement de Paris, en France.

## Origine du nom
Elle porte le nom de l'avocat et homme politique Charles Ferdinand Gambon (1820-1887).

## Historique
Cette voie, initialement dénommée « Petite-rue-du-Chemin-de-Fer » parce qu'elle bordait les rails du chemin de fer de Petite Ceinture, fut rattachée par un arrêté du 1er février 1877 à la rue de la Croix-Saint-Simon avant de prendre sa dénomination actuelle par un arrêté du 7 décembre 1905.

## Bâtiments remarquables et lieux de mémoire
- No 4 : gare de la rue d'Avron, sur l'ancienne ligne de Petite Ceinture.